# Division de Sukkur
La division de Sukkur (en ourdou : سکھر ڈویژن ou en sindi : سکر ڊويزن) est une subdivision administrative de la province du Sind au Pakistan. Elle compte environ 5,5 millions d'habitants en 2017, et sa capitale est Sukkur.
Comme l'ensemble des divisions pakistanaises du Sind, la subdivision a été abrogée en 2000 avant d'être rétablie en 2011 par le gouvernement provincial. En 2014, ce dernier réduit la division de trois districts de créant celle de Shaheed Benazirabad.
La division regroupe les districts suivant :
- district de Ghotki
- district de Khairpur
- district de Sukkur